# Risma
Risma est un groupe hôtelier marocain fondé en 1993 en partenariat avec le groupe Accor et plusieurs institutions financières marocaines, dont Bank of Africa et CFG Group. Le groupe développe, possède et exploite des hôtels à travers le Maroc sous diverses enseignes internationales.
Introduit à la Bourse de Casablanca en mai 2006, Risma est l’un des principaux acteurs du secteur hôtelier au Maroc. Son capital est détenu en grande partie par la holding marocaine O Capital Group (36,7%) et la société d’investissement Mutris (33,3%), cette dernière ayant racheté en 2023 la participation du groupe Accor.

## Présentation

### Gestion
En 2021, Risma exploite 27 établissements répartis dans 10 villes marocaines. Plus de la moitié de ces hôtels sont situés à Casablanca (7), Rabat (4) et Marrakech (4).  

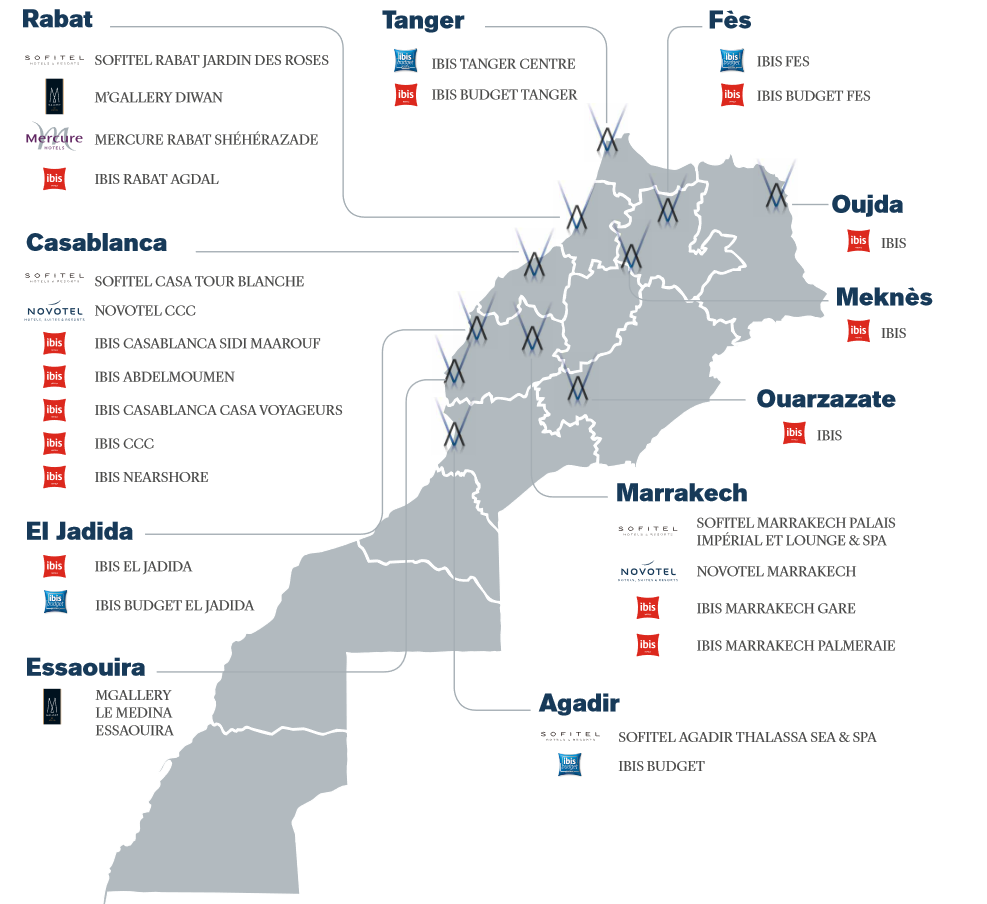
Les hôtels du groupe Risma en 2021

Le groupe a longtemps été dirigé par Marc Thépot. En mai 2012, il est remplacé par Amine Echcherki, ingénieur de formation et ancien directeur général d’IBM Maroc.

### Partenariats et marques exploitées
Risma est le principal partenaire du groupe Accor au Maroc. Elle exploite des établissements sous les enseignes suivantes : Mercure, Ibis, Ibis Budget, MGallery, Sofitel, Pullman, Novotel et Coralia Club.
Il est à noter que la marque Ibis n’est pas entièrement détenue par Risma. Les hôtels Ibis Budget sont exploités dans le cadre d’un partenariat avec la holding Akwa.

## Histoire

### Fondation
Risma est créé en mars 1993 par le Groupe Accor pour gérer les contrats de location de deux villages de vacances Coralia dans les villes de Agadir et Marrakech. À la suite de la volonté de Hassan II de développer le tourisme national, l’ancien Président Jacques Chirac propose à son ami le roi de lui envoyer Gérard Pélisson, son «hôtelier préféré» et cofondateur du groupe Accor.
Organisée par André Azoulay, conseiller du défunt roi, la rencontre aboutit au lancement des premiers hôtels Accor au Maroc avec pour hautes instructions de faciliter cette installation. 

### Développement
En 1996 une Convention Cadre avec le gouvernement marocain est signée par Accor, avec comme objectif, d’atteindre une capacité de 7 000 chambres à terme. En juillet 1996, Risma est transformée en société anonyme et augmente son capital, avant de connaitre une nouvelle augmentation de capital en février 1999.  
En mars 1999, pour financer son programme d’investissements, Risma procède à des augmentations de capital au profit d’investisseurs institutionnels.
Le capital de Risma est alors porté à 323 000 000 Dh. 
En octobre 2001, le capital de la société est porté à 466 000 000 Dh par émission d’actions nouvelles au profit des actionnaires du tour de table existant. L’opération est réalisée à un prix de 130 Dh/action. 
En juin 2002, la CIMR souscrit à une augmentation de capital de Risma en apportant 30 000 100 Dh. Le capital de Risma est ainsi porté à 489 077 000 Dh. CIMR détient au terme de cette opération 230 770 actions émises à 130 Dh/action.  En 2002 puis 2003, Risma fait appel au marché de la Bourse de Casablanca avec l’émission successive d’un emprunt obligataire puis d’Obligations Remboursables en Actions. 
En décembre 2005, Nexity cède ses 300 000 titres aux autres actionnaires de Risma qui bénéficient d’un droit de préemption statutaire. La sortie de Nexity du capital de Risma est motivée par la volonté du groupe de céder ses participations minoritaires avant le 31 décembre 2005 et de se recentrer sur son activité stratégique.
En janvier 2006, Risma procède à une réduction du capital par absorption de la majorité des pertes d’un montant de 122.269.200 Dh. Risma annule 1 222 692 actions de 100 Dh, ce qui porte son capital à 366 807 800 Dh. Cette opération n’affecte en rien la valeur des fonds propres de Risma.  
En février 2006, Risma procède à une augmentation de capital d’un montant de 59 077 356 Dh. Cette augmentation de capital correspond à l’exercice d’options de souscription (ou warrants), conformément aux stipulations du Pacte d’Actionnaires signé par les actionnaires fondateurs en date du 2 mars 1999. 
En avril 2006, Risma procède à une augmentation de capital d’un montant de 54 718 200 Dh par émission de 303 990 titres au nominal de 100 Dh. Cette augmentation de capital correspond au remboursement anticipé des obligations remboursables en actions (ORA) émises par la société en 2003 et ce au profit des porteurs d’ORA qui en ont fait la demande, à l’occasion de l’introduction en Bourse de Risma 
En 2023, le groupe Accor a cédé l’intégralité de sa participation (33,3 %) dans Risma à la société marocaine d’investissement Mutris.

### Introduction en Bourse
En mai 2006, Risma s’introduit à la Bourse des Valeurs de Casablanca par augmentation de capital par voie d’émission de 1 041 666 actions nouvelles au prix de 240 Dh par action.   
Le capital de Risma est ainsi porté à 541 652 500 Dh.  
En mai 2006, Asma Invest cède ses 239 704 titres aux autres actionnaires de Risma qui bénéficient d’un droit de préemption. L’ensemble des actionnaires ont exercé leur droit de préemption. La transaction a lieu à un prix de 240 Dh par action soit le prix de l’introduction en Bourse de l’action Risma.
En octobre 2006, Risma procède à une augmentation de capital d’un montant de 81 548 700 Dh par émission de 815 487 actions nouvelles au nominal de 100 Dh. Cette augmentation de capital correspond au remboursement final des ORA émises en 2003 au terme de la maturité de 2 ans et 10 mois. Le capital de Risma au terme de cette opération s’établit enfin à 623 201 200 Dh. 
En décembre 2007, CFG Group procède au transfert de sa participation dans Risma de CFG Développement SCA à T Capital Group, société d’investissement spécialisée dans le tourisme, détenue à hauteur de 17,4 % par CFG Group. T Capital Group intègre ainsi le tour de table de Risma en acquérant 419 723 actions au prix de 420 Dh, cours en Bourse à la date d’acquisition. 
En avril 2008, Maghreb Siyaha Fund, fonds d’investissement créé par BMCE Bank, rejoint le tour de table de Risma par voie d’acquisition de 499 040 actions auprès de RMA Watanya au prix de 400,75 Dh, cours de Bourse à la date de l’opération. 

### Dates clés
- 1993 : création de Risma par Accor, société SARL. Signature des contrats de location gérance des deux villages vacances Coralia : Palmariva à Marrakech et La Kasbah à Agadir 2 hôtels, 538 chambres
- 1996 : transformation de Risma en SA, Signature d’une Convention Cadre par Accor avec le gouvernement marocain, dont l’objectif est de créer une chaîne d’hôtels de 7 000 chambres à terme.
- 1997 : acquisition de la chaîne Moussafir, constituée de six unités. La chaîne est développée par la suite sous l’enseigne Ibis
- 1998 : signature d’un accord de location gérance du Palais Jamaï, pour une durée de 20 ans renouvelable. Reprise en location gérance de 3 unités de la chaîne Almohades pour une durée de 5 ans. Elles sont dès lors exploitées sous l’enseigne Mercure Almohades (Agadir, Tanger et Casablanca).
- 1999 : acquisition de l’hôtel Shéhérazade à Rabat, exploité sous l’enseigne Mercure. Ouverture du capital de Risma à des investisseurs institutionnels principalement marocains. Acquisition de 40 % de la société Fastotel, société  détentrice de l’hôtel Diwan à Rabat. L’hôtel est ensuite exploité sous l’enseigne Sofitel.
- 2000 : ouverture du Sofitel Mogador Essaouira.
- 2001 : ouverture de deux hôtels Ibis Moussafir à Meknès et Tanger.
- 2002 : rachat des 60 % restants de la société Fastotel, société propriétaire du Sofitel Diwan. Ouverture du Sofitel Marrakech. Ouverture de l’Ibis Moussafir Fnideq. Élargissement du tour de table, avec l’entrée dans le capital de Risma de la CIMR ; Emission d’un emprunt obligataire de 180 MDH
- 2003 : participation à hauteur de 33 % à la création de Saemog, société chargée de l’aménagement de la station Azur Mogador. Sortie du périmètre de Risma des 3 hôtels Mercure Almohades (Agadir, Casablanca et Tanger) fin 2003
- 2004 : reprise en location d’un hôtel à Agadir, sous l’enseigne Sofitel
- 2005 : ouverture de deux hôtels Ibis Moussafir à El Jadida et Ouarzazate ; Reprise en location d’un hôtel à Ouarzazate sous l’enseigne Mercure
- 2006 : ouverture de l’Ibis Marrakech Palmeraie ; Introduction en Bourse de Risma par augmentation de capital pour un montant de 250 MDH
- 2007 : acquisition par Risma de la société Emirotel, société détentrice du Hilton Rabat, pour exploitation de l’hôtel sous l’enseigne Sofitel à partir de 2009. Ouverture du premier Novotel en Afrique à Casablanca.  Ouverture de deux Ibis à Casablanca : Ibis Sidi Maârouf et Ibis Casa City Center. Montée dans le capital de Saemog à hauteur de 40 % .
- 2008 : ouverture de l’Ibis Essaouira. Montée dans le capital de Saemog à hauteur de 48 %. Démarrage des travaux de rénovation du Coralia la Kasbah Agadir (travaux étalés sur une durée de deux ans).
- 2009 : ouverture du premier Suite Novotel au Maroc à Marrakech. Reclassement du Sofitel Diwan sous l’enseigne M’Gallery dans le cadre du repositionnement de la marque Sofitel. Fermeture du Coralia Palmariva Marrakech, en location par Risma, pour rénovation par le propriétaire (Somed). Fermeture de l’ex-Hilton Rabat pour rénovation à partir du mois de janvier et réouverture en novembre sous le nom Sofitel Rabat Jardin des Roses. Cession de 8 % des titres de Saemog en vue de retrouver un niveau de participation minoritaire de 40 %. Création de la société SMHE (Société Marocaine d’Hôtellerie Economique) pour le développement de la chaîne Etap aux côtés de Akwa. 27 hôtels, 4 039 chambres.
- 2010 : Changement de gouvernance avec la mise place en mars 2010 d’un nouveau directoire resserré composé de 3 membres contre 5 membres auparavant. Nouvelle composition du Directoire avec une équipe opérationnelle entièrement basée au Maroc à la suite de la démission des salariés du groupe Accor du Directoire et la nomination de M. Azeddine Guessous en tant que président. Marc Thépot, alors salarié d’AGM, sera entièrement affecté à Risma à partir de 2011. Mise en œuvre de la nouvelle organisation entre Risma et AGM avec le recrutement d’une équipe affectée à Risma et par conséquent la rupture des contrats d’assistance entre AGM et Risma. Finalisation par Saemog des travaux du Sofitel Luxury Mogador Golf & Spa pour une ouverture prévue au 1er trimestre 2011. Finalisation par Risma des travaux de l’Ibis Tanger Centre en vue d’une ouverture en janvier 2011.

## Marques du groupe et leurs localisations
| Marque                                       | Localisation des hôtels |
| -------------------------------------------- | --- |
| Ibis (16 hôtels)                             | Agadir, Casablanca (3), El Jadida, Essaouira, Fès, Fnideq (Tamuda Bay), Marrakech (2), Meknès, Ouarzazate, Oujda, Rabat, Tanger (2) Prochainement : Casanearshore, Rabat (Technopolis), Taza, Nador, Dakhla, Laâyoune |
| Sofitel (6 hôtels)                           | Agadir, Rabat, Marrakech (2), Casablanca, Essaouira (Mogador) |
| MGallery (2 hôtels) et Mercure (2 hôtels)    | MGallery : Rabat, Essaouira Mercure : Rabat, Ouarzazate |
| Novotel (1 hôtel)                            | Casablanca Prochainement : Tanger |
| Suite Novotel (1 hôtel)                      | Marrakech |
| Pullman (2 hôtels)                           | El Jadida, Marrakech |
| Ibis Budget (4 hôtels)                       | Tanger, El Jadida, Agadir, Fès |
| Autres (Coralia Club, Ryads Naoura Barrière) | Agadir, Marrakech |